# Referendum w Czechach w 2003 roku

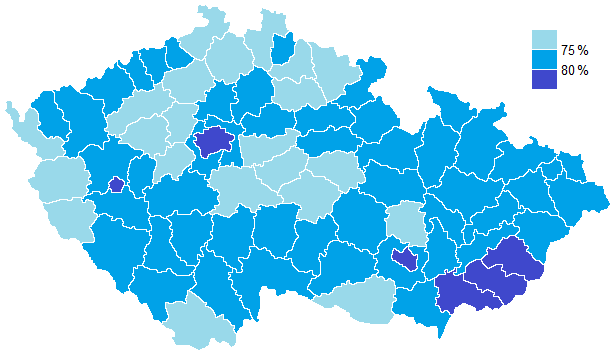
Wyniki referendum w poszczególnych okresach

Referendum w Czechach w 2003 roku – referendum w sprawie przystąpienia Czech do Unii Europejskiej i ratyfikacji traktatu ateńskiego, tzw. referendum europejskie bądź akcesyjne, odbyło się 13 i 14 czerwca 2003.

## Wyniki referendum
W referendum wzięło 55,21% uprawnionych do głosowania. Za akcesją głosowało 77,33% z nich, przeciw było 22,67%.